# Jimmy Van Heusen
Edward Chester Babcock, noto anche con lo pseudonimo di James "Jimmy" Van Heusen (Syracuse, 26 gennaio 1913 – Rancho Mirage, 6 febbraio 1990), è stato un compositore e pianista statunitense.

## Biografia
Nato a Syracuse, nello stato di New York, col nome Edward Chester Babcock, ha cambiato nome all'età di 16 anni e si è formato alla Università di Syracuse. Negli anni '30 ha lavorato come pianista per gli editori musicali della Tin Pan Alley. Come parolieri ha spesso usufruito dell'apporto di Eddie DeLange e Johnny Burke. Insieme a quest'ultimo si è trasferito a Hollywood nel 1939, e proprio con lui ha vinto il suo primo Oscar alla migliore canzone per Swinging on a Star (1945).
Negli anni '50 ha invece collaborato con Sammy Cahn, col quale ha vinto altri Oscar. Ha scritto anche brano resi famosi da Frank Sinatra: su tutti Love and Marriage, Come Fly with Me e Only the Lonely. Spesso si è cimentato col teatro, contribuendo a diverse produzioni di Broadway come Carnival in Flanders (1953), Skyscraper (1965) e Walking Happy (1966). Nel 1971 è stato inserito nella Songwriters Hall of Fame.
È morto in California nel 1990, all'età di 77 anni. Dal 1969 fino alla scomparsa è stato sposato con l'attrice Bobbe Brox.

## Premi e nomination
Van Heusen ha ricevuto la candidatura all'Oscar alla migliore canzone per 14 brani in 12 diversi edizioni (nel 1945 e nel 1964 è stato candidato con due canzoni), vincendo quattro volte:
- Swinging on a Star (1945) (testo di Johnny Burke) per La mia via
- All the Way (1958) (testo di Sammy Cahn) per Il jolly è impazzito
- High Hopes (1960) (testo di Sammy Cahn) per Un uomo da vendere
- Call Me Irresponsible (1963) (testo di Sammy Cahn) per Quella strana condizione di papà

Queste le altre candidature:
- 1945 – Sleighride in July (testo di Johnny Burke) per La bella dello Yukon
- 1945 – Aren't You Glad You're You? (testo di Johnny Burke) per Le campane di Santa Maria
- 1955 – (Love Is) The Tender Trap (testo di Sammy Cahn) per Il fidanzato di tutte
- 1958 – To Love and Be Loved (testo di Sammy Cahn) per Qualcuno verrà
- 1960 – The Second Time Around (testo di Sammy Cahn) per In due è un'altra cosa
- 1961 – Pocketful of Miracles (testo di Sammy Cahn) per Angeli con la pistola
- 1964 – Where Love Has Gone (testo di Sammy Cahn) per Quando l'amore se n'è andato
- 1964 – My Kind of Town (testo di Sammy Cahn) per I 4 di Chicago
- 1967 – Thoroughly Modern Millie (testo di Sammy Cahn) per Millie
- 1968 – Star (testo di Sammy Cahn) per Un giorno... di prima mattina

Ha vinto un Emmy Award per il "miglior contributo musicale" per la canzone Love and Marriage (1955).
Ha ricevuto tre candidature ai Tony Awards (1966, miglior musical; 1967, miglior musical e 1967, miglior compositore e paroliere).
Ha anche ricevuto tre candidature ai Golden Globe (1965, 1968, 1969). Inoltre è stato candidato al Grammy Awards 1965 nella categoria "miglior musica per produzione cinematografica o televisiva".